# 중국 유럽 국제공상학원
중국 유럽 국제공상학원(중국어 간체자: 中欧国际工商学院, 정체자: 中歐國際工商學院, 영어: China Europe International Business School), 줄여서 CEIBS는 중화인민공화국 상하이에 있는 경영대학원이다.
1994년 11월 중화인민공화국 정부와 유럽 위원회 사이의 합의로 세워졌으며, 중화인민공화국 본토에 세워진 첫 경영대학원이다. 중국 유럽 국제공상학원의 풀타임 MBA 과정과 Executive MBA 과정, 관리자 교육 과정은 파이낸셜 타임스가 선정한 세계 30위권 경영대학원 가운데 하나로 뽑혔다. 2016년 말을 기준으로 19,000명 이상의 동문들이 퍼져 있으며 10만 명이 넘는 관리자들을 상대로 경영 교육을 실시했다.

## 역사
중국 유럽 국제공상학원의 전신은 중국 EC 경영연구소(CEMI)로 1984년 베이징에 세워졌다. 1994년 경영개발유럽재단(EFMD) 및 상하이 자오퉁 대학과의 협력으로 정식으로 설립된 뒤 상하이 민항 구로 자리를 옮겼다.
현재 푸둥 신구에 주 캠퍼스가 있으며, 베이징과 스위스 취리히, 가나 아크라에도 캠퍼스가 있으며 선전시에 교수 시설이 있다. 2009년 5월부터 가나에서 Executive MBA 과정을 가르치기 시작해 아프리카에 진출한 첫 아시아의 경영대학원이 됐다. 중국 유럽 국제공상학원의 베이징 캠퍼스는 2010년 4월 24일 베이징 중관춘에 세워졌으며, 취리히 캠퍼스는 2015년에 세워졌고 취리히 경영교육연구소(Zurich Institute of Business Education)로 운영하고 있다.
2011년 아시아의 경영대학원으로는 처음으로 탄소 중립 캠퍼스가 됐다.

## 현황
2009년 파이낸셜 타임스가 선정한 경영대학원 순위에서 중화인민공화국의 경영대학원 가운데 최초로 전 세계 10위권에 들었고, 2017년 파이낸셜 타임스는 중국 유럽 국제공상학원의 MBA 과정을 세계 11위로 뽑았으며, 이는 INSEAD에 이어 아시아 2위에 해당한다. 2018년에는 전세계 8위에 랭크되었다 Executive MBA 과정은 2016년에 전 세계 13위를 기록했으며, 상하이와 베이징, 선전시에 약 700여 명의 학생들이 있다. 또한 매년 약 만여 명의 학생들의 중국 유럽 국제공상학원의 단기 관리자 과정을 듣는다.
중국 유럽 국제공상학원의 재정은 수업료 수입으로만 충당하며, 낮은 학비와 여러 지원 제도를 통해 학생들을 유치하고 있다. 중국 유럽 국제공상학원을 졸업한 외국 학생의 80%는 아시아 태평양 지역에서 일한다.

## 과정
- MBA
- Finance MBA (파트타임)
- MBA/법학·외교학(Law and Diplomacy) 석사
- MBA/공중보건학(Public Health) 석사
- MBA/서비스경영학(Management in Hospitality) 석사
- Executive MBA (중국어 과정)
- 글로벌 Executive MBA (영어 과정)
- 관리자 교육
- 경영학(Management) 박사

## 순위
CEIBS MBA Programme:
- 1. 1 in Asia, #8 globally full-time MBA Programme (2018): Financial Times
  2. 1 in Asia, #3 globally among 2-year programmes outside the US, 2017: Forbes Magazine
  3. 1 in China 2011, 2007 & 2006 (3 consecutive surveys): Bloomberg Businessweek China
  4. 1 "Most Valuable Full-time MBA Programme in China" (for five consecutive surveys in 2005-2007, 2010, 2012): Forbes China

CEIBS Global EMBA Programme:
- Top 20 Globally for 8 Consecutive Years, #14 in 2017: Financial Times

## 입학관련 정보
MBA 입학관련 참고 사항:
- 합격자 평균 GMAT 점수: 680-690점
- MBA 입학 전 평균 업무 경력: 5-6년

- MBA 재학생 평균 연령: 29-30세
- 지원시기: 매년 3라운드(11월, 1월, 3월)
- 평균 외국인 학생 비율: 30-40%